# アンドリュー・テイラー (サッカー選手)
アンドルー・デレク・テイラー（Andrew Derek Taylor, 1996年8月1日 - ）は、イングランド・ハートルプール出身の元サッカー選手、現サッカー指導者。現役時代のポジションはDF（左サイドバック）。

## クラブ歴
ミドルズブラFCの下部組織出身。2006年1月のアーセナルFC戦でトップデビューを飾った。
2011年7月、カーディフ・シティFCに移籍。契約は3年。すぐに左サイドバックのレギュラーを確保し、このシーズンのフットボールリーグカップ準優勝に貢献した。2012-13シーズンはチームで3番目に多い43試合に出場し、チャンピオンシップ優勝とプレミアリーグ昇格に貢献した。
2014年6月、ウィガン・アスレティックFCと3年契約を結んだ。2015年8月、レディングFCに期限付き移籍。2016年8月、ボルトン・ワンダラーズFCにシーズンローンで加入する。
2017年5月、ボルトンに完全移籍し2年契約を結んだ。
2019年9月7日、現役引退を発表した。

## 代表歴
U-17年代からイングランド代表に選出されている。

## 指導歴
2019年12月にリーグ1・サンダーランドAFCのアシスタントコーチに就任。翌年11月29日にフィル・パーキンソン監督が退任すると暫定的に指揮を執った。

## タイトル
カーディフ
- フットボールリーグ・チャンピオンシップ : 2012-13